# Mario Busato-Strauss
 (juillet 2020).
Mario Busato-Strauss, né le 18 septembre 1902 à Monza en Lombardie et mort le 4 mars 1974 à Paris 14e, est un sculpteur et fondeur italien. 

## Biographie
Issu d’une famille d’industriels, Mario Busato-Strauss entre à l’Académie des beaux-arts de Milan où il remporte une médaille d’or de sculpture en 1925. Fort de ce premier succès, il vient à Paris la même année pour commencer une carrière de sculpteur. Comme beaucoup de jeunes artistes, il s’initie à un métier d’art pour vivre, et travaille comme praticien chez le fondeur Attilio Valsuani, spécialisé dans la cire perdue.
À partir de 1932, il se consacre à son activité de sculpteur et, signe manifeste de la réussite, ouvre sa propre fonderie pour réaliser lui-même ses œuvres. Il modèle des pièces décoratives, des sujets religieux et une trentaine de nus féminins. Au fil des années, il se consacre à la sculpture animalière et constitue un bestiaire d’une soixantaine de modèles, principalement des biches, des éléphants, des phoques, des cerfs, des ours, animaux qu’il observe au Jardin des plantes à Paris, comme Antoine-Louis Barye et Rembrandt Bugatti ses prédécesseurs.
Ces sculptures, souvent d’un rendu lisse qui les apparente à l’art égyptien, et dont certains rappellent le travail de François Pompon, Armand Petersen ou Édouard-Marcel Sandoz, sont fondues en bronze ou réalisées en terre cuite émaillée. Le magasin Lancel, place de l'Opéra à Paris, les expose avec succès, apportant à l’artiste notoriété et aisance.
En 1940, Mario Busato-Strauss, qui se trouve en Italie, est dans l’impossibilité de revenir en France en raison de la Première Guerre mondiale. La fonderie et l’atelier restent à l’abandon. La majorité des plâtres originaux disparaissent, ce qui explique la rareté des tirages et la méconnaissance de son œuvre.
En 1949, le sculpteur revient à Paris avec sa femme Anna et leur fils Gualtiero, âgé de huit ans. Dans le climat difficile de l’après-guerre, découragé par la destruction de ses œuvres, il délaisse la sculpture et reprend le métier de fondeur qu’il maîtrise parfaitement. L’acuité de son œil et son sens artistique font que sa fonderie reçoit des commandes pour les meilleurs artistes, comme Pablo Gargallo, Jacques Lipchitz, Gino Severini, Étienne-Martin, Henry Moore et bien d’autres, et qu’elle acquiert une réputation internationale.
Dans les dernières années de sa vie, alors qu’il s'est retiré de la fonderie, Mario Busato se consacre définitivement à la sculpture, surtout animalière. Il crée notamment en 1963 le Buste d’Anna, quelques cerfs, et l’Ours marchant, en 1974, l’année de sa mort. Il laisse aussi quelques peintures et des livres d’art illustrés.
Ses bronzes sont indifféremment signés « Mario Busato », « Mario Busato-Strauss » ou « Strauss », du nom de jeune fille de sa mère, d’origine autrichienne. Ceux qui sont édités après 2000 portent le cachet de fondeur et, gravée dans le bronze, l’année de la fonte.

## Expositions
- 1975 : 4e Exposition internationale du petit bronze, Paris, musée Rodin ; Padoue, Museo Civico.
- 1975 : Hommage à Mario Busato-Strauss, Paris, galerie du Carrousel, catalogue préfacé par Didier Marcouire.
- 1987 : Sculptures de rêves, L’Atelier Busato, Paris, hôtel de la Monnaie, catalogue par Patrice Cahart et Francis Villadier.
- 1988 : Les animaux du bronze, Nevers, Maison de la culture.
- 2001 : Mario Busato-Strauss, sculpteur animalier, Paris, galerie Univers du Bronze.